# Église protestante aux Pays-Bas
Pour un article plus général, voir Protestantisme aux Pays-Bas.
L'Église protestante aux Pays-Bas (en néerlandais : Protestantse Kerk in Nederland) est une Église protestante créée le 1er mai 2004 par la réunion de trois Églises protestantes néerlandaises : l'Église réformée néerlandaise, l'Église reréformée aux Pays-Bas et l'Église évangélique luthérienne du Royaume des Pays-Bas.
En 2023, elle regroupait 1,43 million de fidèles, soit 7.9 % de la population des Pays-Bas.

## Nombre des membres de l'Église protestante aux Pays-Bas
Le nombre de membres de l'Église protestante aux Pays-Bas est présenté chaque année dans sa "lettre statistique annuelle" (Statistische jaarbrief). En 2015, elle dénombrait 1 646 259 membres, soit environ 10 % de la population néerlandaise. Ce nombre inclut les membres actifs (communiants), mais exclut 323 496 "autres membres, dits de naissance".
Le nombre de membres diminue en moyenne d'environ 2,5% par an, à l'exception de l'année 2012 où une correction statistique a eu lieu. Cette baisse est principalement due à la mortalité des membres plus âgés (13% des décès néerlandais en 2012) et à une croissance insuffisante parmi les plus jeunes (5% de toutes les naissances néerlandaises).
| Année | Valeur absolue | %      |
| ----- | -------------- | ------ |
| 2007  | −62.064        | −2,7%  |
| 2008  | −60.211        | −2,7%  |
| 2009  | −57.873        | −2,6%  |
| 2010  | −52.362        | −2,4%  |
| 2011  | −52.243        | −2,5%  |
| 2012  | +108.462       | +5,3%. |
| 2013  | −67.150        | −3,1%  |
| 2014  | −59.837        | −2,9%  |
| 2015  | −56.251        | −2,8%  |
| 2016  | −62.185        | −3,2%  |
| 2017  | −58.369        | −3,1%  |

## Historique

### Processus d'unification
Le 12 décembre 2003, les synodes des trois Églises impliquées ont accepté la fusion au terme d'un processus de rapprochement baptisé Samen op weg (« En chemin ensemble ») qui avait duré 40 ans. Les réunions des synodes ont eu lieu à Utrecht dans la Jacobikerk pour l’Église réformée néerlandaise (Synode réformé), dans la Nicolaïkerk (Église Saint-Nicolas) pour les Églises reréformées (Synode réformé) et dans l'église luthérienne d'Utrecht (Lutherse Kerk (Utrecht) (nl)) pour l'Église évangélique luthérienne]. Le même jour, ce fait fut célébré à la cathédrale (protestante) Saint-Martin d'Utrecht, en présence de la Reine Beatrix (membre de l'Église réformée néerlandaise), du ministre de la justice Piet Hein Donner (membre de l'Église reréformée) et du cardinal catholique romain Adrianus Simonis. Les trois présidents des synodes ont signé à cette occasion une "Déclaration d'Association" (Verklaring van Vereniging).
Le 1er mai 2004, la fusion des trois Églises est officiellement entrée en vigueur. Le premier secrétaire du synode général fut Bas Plaisier, précédemment secrétaire de l'Église réformée néerlandaise. Le premier président était le pasteur Jan-Gerd Heetderks, ancien président du synode reréformé. Le vice-président, Gerrit de Fijter, était un pasteur venu de l’Église réformée néerlandaise.

### Changements après la fusion
Les églises et/ou congrégations locales ont été laissées libres de s'unir ou non avec les églises partenaires présentes localement. Certaines ont choisi de continuer à fonctionner séparément. Les confessions de foi spécifiques de chaque église conservent également la même valeur pour leurs membres (les trois formes d'unité pour les réformés et Confession d'Augsbourg pour les luthériens).
La plupart des changements ont eu lieu principalement sur le plan administratif, tant au niveau national que local. Par exemple, certains durent s'adapter au consistoires (classis), qui constituait pour eux une couche administrative supplémentaire, et l'organisation ecclésiale réformée/reréformée à trois fonctions (pasteur, ancien et diacre) s'est appliquée aussi aux luthériens. Au niveau local, un certain nombre de décisions sont dès lors prises exclusivement par les conseils presbytéraux des paroisses concernées, comme celles concernant la participation au sacrement et l'accueil de membres en provenance d'une église partenaire.

### Oppositions à la fusion
Près de cent mille membres des trois Églises concernées n'ont pas adhéré à la nouvelle Église. Quelque 125 congrégations locales de l'"Union reréformée au sein de l'Église réformée néerlandaise" (Gereformeerde Bond binnen de Nederlandse Hervormde Kerk) n'ont pu, principalement pour des raisons doctrinales, s'associer à cette fusion. Pourtant, la majorité de l'Union reréformée est restée dans la nouvelle Église protestante. Parmi les difficultés principales, il y avait l'acceptation des confessions de foi luthériennes et l'espace que la nouvelle église offre aux congrégations locales pour décider de bénir ou non les relations entre homosexuels. Le vote synodal sur l'association du 12 décembre 2003 n'a donc été remporté que de justesse par 51 voix contre 24 (26 voix contre auraient été suffisantes pour rejeter la proposition). Les opposants à la fusion ont décidé de poursuivre l'ancienne Église réformée dans l'"Église réformée restaurée", qui compte environ 57 500 membres.
Du côté des Églises reréformées aux Pays-Bas, certaines communautés étaient également en désaccord avec la fusion. Environ sept d'entre elles ont formé les Églises reréformées continuées aux Pays-Bas (Voortgezette Gereformeerde Kerken in Nederland (nl)), avec environ 3 000 membres. Quelques pasteurs et communautés isolées ont rejoint d'autres unions d'Églises calvinistes conservatrices déjà constituées.

## Caractérisation de l’Église protestante aux Pays-Bas
L'Église protestante aux Pays-Bas est une Église [protestante], qui unit des traditions luthériennes et calvinistes, avec une grande variété de points de vue, allant du protestantisme libéral à l'orthodoxie réformée. L'Église a une organisation presbytéro-synodale. 

### Types d'églises de congrégations
L'Église protestante compte quatre types de congrégations :
- congrégations réformées (anciennement hervormd, ayant décidé de continuer à fonctionner indépendamment au sein de l'Église protestante)
- congrégations reréformées (anciennement gereformeerd, ayant décidé de continuer à fonctionner indépendamment au sein de l'Église protestante)
- Congrégations luthériennes (ayant décidé de continuer à fonctionner indépendamment au sein de l'Église protestante)
- Congrégations protestantes (unies, donc églises dans lesquelles il y a eu une fusion au plan local entre des églises réformées et/ou des églises reréformées et/ou des églises luthériennes).

Dans les endroits où une congrégation de l’Église protestante dispose de plusieurs bâtiments d'église, on organise des "congrégations de quartier". Certaines communautés protestantes unies, surtout dans les villages entièrement réformés, ne sont pas issues de fusions mais ont néanmoins changé leur nom.

### Modalités
Le terme modalité désigne un courant interne au sein de l'Église protestante des Pays-Bas. Les modalités et les organisations associées suivantes existent : 
- libéral (Association des protestants libéraux)
- centriste-moderne (orthodoxie modérée)
- évangélique (groupe de travail évangélique - Evangelisch Werkverband)
- confessante (Confessionele Beweging)
- reréformée (Union réformée - Gereformeerde Bond)

Le groupe centriste regroupe deux modalités différentes : le groupe orthodoxe (hervormd) et le groupe moderne (gereformeerd) ;  modalités dominantes au sein de leur Église d'origine, elles n'avaient que peu ou pas d'organisations séparées. Parce qu'ils ont été la force motrice derrière la fusion d'églises et qu'elles travaillent généralement ensemble au niveau local dans une congrégation protestante, la distinction est aujourd'hui difficile à faire entre elles.
Il y a souvent des membres de plusieurs modalités différentes dans une communauté locale, mais certaines communautés ont parfois un caractère prononcé qui les place largement ou entièrement dans une modalité. Dans certains cas, il existe une communauté de quartier spécifique pour les membres d'une modalité minoritaire. 
En raison de cette grande diversité d'opinions jusqu'au niveau des paroisses, il est difficile d'estimer l'importance des diverses modalités. En 2011, des chercheurs de l’Église protestante ont, pour la première fois, fourni une estimation fondée sur des enquêtes menées auprès de toutes les congrégations. Dans l'ensemble, la moitié des membres de l’Église est orthodoxe (évangélique, confessionnelle ou réformée) et l'autre moitié est modérée ou libérale.